# Ángela Villar
Ángela Villar, nacida en Lérida, es una actriz española.

## Biografía
Se forma en el Estudio de Juan Carlos Corazza. Ha compaginado su trabajo en el teatro con directores como Max Lemcke en La vida en chándal y Óscar Martínez en Dos menos. Entre sus trabajos cinematográficos destacan películas como Hienas, de Norberto Ramos del Val, y Otro verano, de Jorge Arenillas.

## Filmografía

### Largometraje
- Otro verano (Jorge Arenillas, 2011)
- Diamond flash (Carlos Vermut, 2011)
- Hienas (Norberto Ramos del Val, 2008)

### Cortometraje
- Tengo miedo (Gonzalo Escribano Maldonado, 2018)
- En Madrid no hay sitio para el amor (Antonio Alonso, 2006)
- Lejos (Francisco Cintado, 2004)
- Zorionak (2003)
- Cuando Pedro dejó a Alicia (Fran Casanova, 2002)

### Series
- Tus monstruos (Gonzalo Escribano Maldonado, 2020)